# Варламовское сельское поселение (Челябинская область)
Варламовское се́льское поселе́ние — муниципальное образование в Чебаркульском районе Челябинской области Российской Федерации. В рамках административно-территориального устройства муниципальное образование  соответствует административно-территориальной единице Варламовский сельсовет.
Административный центр — село Варламово.

## История
Статус и границы сельского поселения установлены Законом Челябинской области от 16 ноября 2004 года № 311-ЗО «О статусе и границах Чебаркульского муниципального района и сельских поселений в его составе»

## Население
| 1970  | 2002  | 2010  | 2011  | 2012  | 2013  | 2014  |
| ----- | ----- | ----- | ----- | ----- | ----- | ----- |
| 4901  | ↘3978 | ↘3866 | ↘3864 | ↘3728 | ↘3638 | ↘3568 |
| 2015  | 2016  | 2017  | 2018  | 2019  | 2020  | 2021  |
| ↘3563 | ↗3591 | ↘3588 | ↘3521 | ↘3505 | ↘3453 | ↗3475 |
| 2023  |       |       |       |       |       |       |
| ↘3411 |       |       |       |       |       |       |

## Состав сельского поселения
| № | Населённый пункт | Тип населённого пункта       | Население |
| - | ---------------- | ---------------------------- | --------- |
| 1 | Варламово        | село, административный центр | ↗2106     |
| 2 | Звягино          | деревня                      | ↘697      |
| 3 | Колотовка        | деревня                      | ↘174      |
| 4 | Попово           | деревня                      | ↘675      |
| 5 | Шабунина         | деревня                      | ↘205      |
| 6 | Ярославка        | деревня                      | ↘9        |

### Упразднённые населённые пункты
Назаровка — упразднённая в 1986 году деревня